# Steinbach (Fischbach, Malstatt)
Der Steinbach ist ein rechter Nebenfluss des Fischbachs im Einzugsgebiet der Saar. Er fließt durch das Waldschutzgebiet Steinbachtal / Netzbachtal in Saarbrücken, welches Teil des Saarkohlenwaldes ist.

## Geographie

### Verlauf
Die Quelle des Steinbachs befindet sich nahe der Kreuzung der beiden Landesstraßen L128 und L259 in einem Teil des Saarkohlenwaldes innerhalb von Malstatt. Der Bach unterquert die Landesstraße L259. Von dort fließt er als das Hauptgewässer im Steinbachtal hauptsächlich in südwestlicher Richtung weiter. Nach der Durchquerung des Gouvysweihers fließt er zunächst vorwiegend in südlicher Richtung weiter und durchquert dabei zwei Weiher, welche den Namen Steinbachweiher tragen. Hier führt auch der Wanderweg Urwaldtour entlang. Anschließend fließt er in Richtung Westen weiter, bis er in den Fischbach mündet.

## Renaturierung
Der Steinbach und seine Nebenflüsse wurden durch Menschen stark verändert. So wurden die Gewässer zum Beispiel durch Rohre mit geringem Durchmesser unter Wegen durchgeleitet. Dies verhinderte unter anderem, dass Tiere, wie Fische und Insekten, diese Gewässer aufwärts wandern konnten.
Als der damalige Saarländische Umweltminister Willy Leonhardt und der damalige Landesvorsitzende des NABU Stefan Mörsdorf am 25. April 1997 die Entscheidung trafen, das Steinbachtal zu einem Waldschutzgebiet zu erklären, wurden auch Maßnahmen zur Renaturierung der dortigen Gewässer beschlossen. Die Renaturierungsmaßnahmen begannen am 23. September 2003 und wurden im Jahr 2004 abgeschlossen. Im Zuge dieser Maßnahmen wurden Wege aufgelöst und damit dann auch die Gewässer offengelegt. Wo dies nicht möglich war, wurden die Furten in die Wege integriert oder zumindest die engen Rohre durch Rohre mit weiterem Durchmesser ersetzt.